# Hermanus Berserik
Hermanus (Herman) Berserik (Den Haag, 19 juni 1921 - aldaar, 21 maart 2002) was een Nederlandse schilder en graficus.

## Biografie
Berserik werd geboren als zoon van Hermanus Berserik sr. en Pieternella Jacoba Knaap. Zijn vader had onder andere een schoonmaakbedrijf en was daarnaast schilder van stillevens. Hij volgde een opleiding aan de Koninklijke Academie van Beeldende Kunsten in Den Haag van 1939 tot 1944, waar hij les kreeg van onder anderen Willem Schrofer (schilderen), Willem Rozendaal (grafische technieken), Paul Citroen, in wiens atelier hij in 1942 werkte, en Rein Draijer. Hij deed in 1944 vervroegd eindexamen en werd in 1946 lid van de Haagse Kunstkring. Na de oorlog bezocht hij enkele malen Parijs en in 1951 Algerije en Tunesië. Hij huwde in 1947 met Hermine Françoise (Mien) Voûte. Uit dit huwelijk werden drie kinderen geboren, Behrend (na 1 dag overleden), Françoise en Teun. In 1948 werd hij leraar aan de Vrije Academie Werkplaats voor Beeldende kunsten. Hij maakte deel uit van de groep Verve (1951 - 1958). Van 1958 tot en met 1978 was Berserik docent aan de Koninklijke Academie van Beeldende Kunsten. Vanaf 1963 was hij actief lid van schilderkundig genootschap Pulchri Studio. Verder was hij lid van de Nederlandse Federatie van Beroepsverenigingen van Kunstenaars te Amsterdam. Hij woonde en werkte van 1952 tot zijn dood in de tuinmanswoning van het landgoed de Voorde in Rijswijk.

## Werk en stijl
Het werk van Berserik stond onder invloed van Paul Citroen en Kees Andrea.
Berserik deed aanvankelijk veel werk in opdracht: affiches, klein drukwerk en illustraties. Hij tekende reclames voor Philips, de PTT en de KLM. Zo maakte hij ook meer dan 300 omslagen voor boeken en illustraties voor onder andere de uitgeverijen Voorhoeve (Den Haag), Bert Bakker/Daamen (Ooievaar Pockets) en Querido (Salamanderpockets). Hierbij waren boeken van bekende auteurs zoals Louis Paul Boon, Willem Elsschot, Nescio en Paul van Ostaijen. Verder maakte hij in 1959 een tekenfilm over de Deltawerken en ontwierp hij tussen 1953 en 1976 decors en kostuums voor acht verschillende theaterproducties. Berserik maakte meer dan 1500 schilderijen, zelfportretten, stillevens, stads- en zeegezichten en landschappen, maar ook de gevelbeschilderingen op de hofjes van de Hoefkade in Den Haag, in de wijk waar hij zijn jeugd doorbracht. Zijn muurschilderingen uit 1988 nabij Hollands Spoor, in het Rode Dorp van Den Haag, zijn bij velen bekend.
Zijn werk wordt gerekend tot de Nieuwe Haagse School.

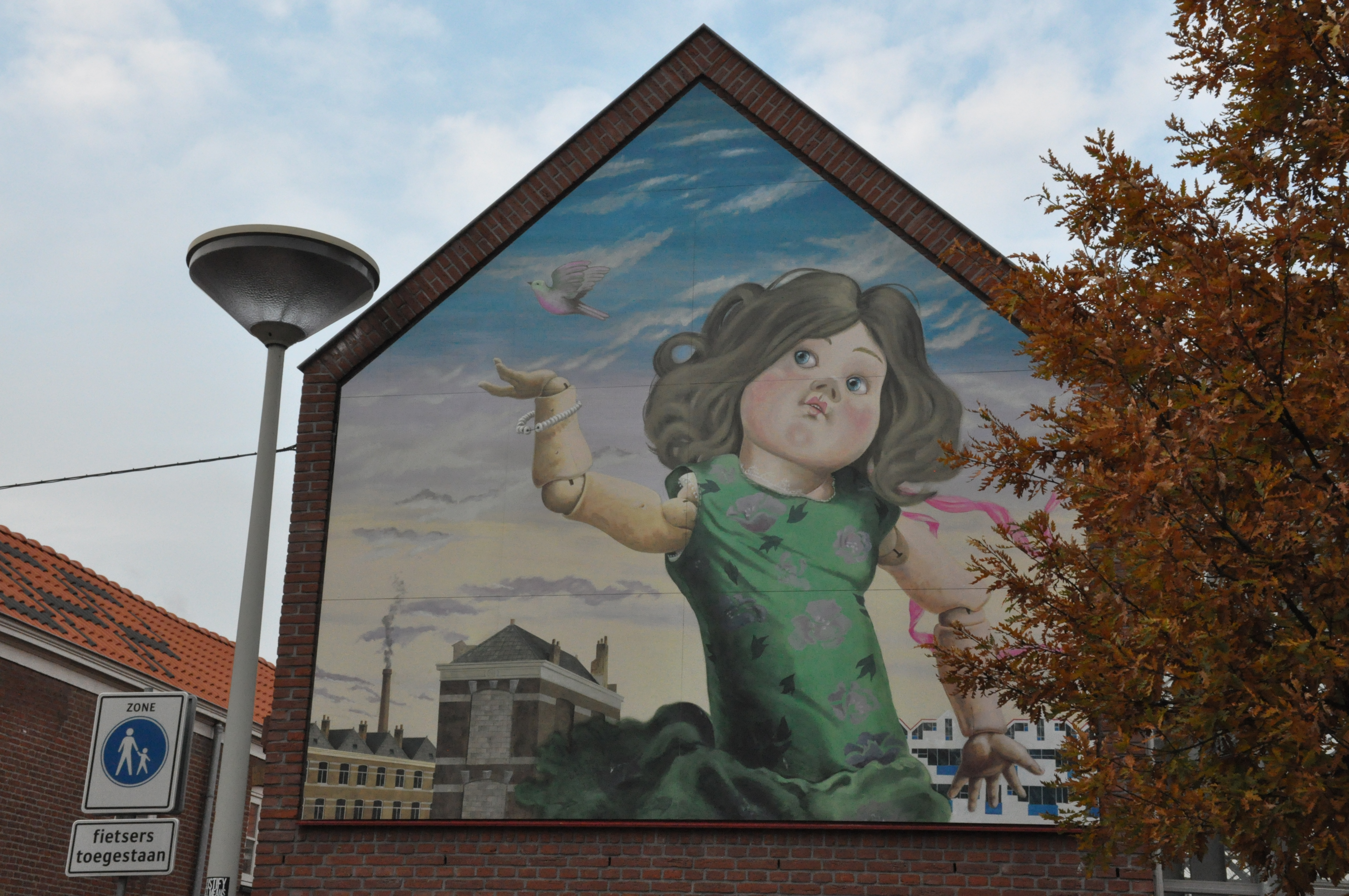
Muurschildering H. Berserik Rode Dorp Den Haag, na restauratie

## Onderscheidingen
Berserik kreeg een groot aantal onderscheidingen, onder meer de Koninklijke Subsidie voor de Schilderkunst in 1948 en 1949, de Jacob Marisprijs voor materiaal in 1950, de David Roëllprijs in 1951, de Jacob Marisprijs voor grafiek in 1952 en 1960, de Jacob Hartogprijs in 1963 en Jacob Hartog oeuvreprijs in 2000.

## Leerlingen
Berserik gaf les aan: Adèle de Beaufort, Ernst Bosch, Erna Giesel, Ton Hoogendoorn, Antoon Roelofs (1906) en Barbara Schrier. De grafisch ontwerper Françoise Berserik en de illustrator Teun Berserik zijn kinderen van Herman Berserik.

## Werk in openbare collecties (selectie)
- Gemeentemuseum Den Haag
- Museum Rijswijk
- Rijksdienst voor het Cultureel Erfgoed
- Rijksmuseum Amsterdam[2]
- Museum voor Communicatie, Den Haag

## Tentoonstellingen (selectie)
Tussen 1947 en 2001 waren er 38 eenmanstentoonstellingen onder andere:
- 1965 Kunsthandel M.L. de Boer in Amsterdam
- 1967 Overzichtstentoonstelling Gemeentemuseum, Arnhem
- 1971 Pulchri Studio Den Haag.
- 1973 Reizende overzichtstentoonstelling in Cultureel Centrum, Venlo; Gemeentemuseum Den Haag; Zonnewijzer, Eindhoven; De Vaart, Hilversum.
- 1979 Tweede overzichtstentoonstelling in Gemeentemuseum Arnhem (juni-aug) en De Zonnehof, Amersfoort (sept.)
- 1988 - 2001 zeven overzichtstentoonstellingen in zijn woonplaats. Museum Rijswijk (Z-H).
- 1991 overzichtstentoonstelling.

Postuum
- 2009 Omzien in bewondering: zelfportretten, dierbare werken en inspiratiebronnen in Museum de Buitenplaats, Eelde
- 2017 De wereld onder een stolp in Museum MORE, Gorssel[3]

Tussen 1943 en 2001 waren er 50 groepstentoonstellingen onder andere:
- 1951 Realisten uit 7 landen, Stedelijk Museum Amsterdam.
- 1961 Kunstenaars zien de Deltawerken. Gemeentemuseum Den Haag
- 1977 De fiets, Museum Boijmans Van Beuningen, Rotterdam
- 1984 De doorbraak van de moderne kunst in Nederland. Museum Lakenhal, Leiden
- 1993 De jaren 50, een Haagse visie. Pulchri Studio den Haag
- 2001 Nederlandse realisten na 1950, Kunsthal Rotterdam.